# Acetato de estradiol
O acetato de estradiol (EA;  3-acetato de estradiol; nomes comerciais: Femtrace, Femring, entre outros), é um fármaco estrogênico usado em terapia de reposição hormonal  para tratar sintomas de menopausa em mulheres. Pode ser administrado uma vez ao dia por via oral ou como anel vaginal  a cada três meses.
Os efeitos colaterais do acetato de estradiol mais comuns são sensibilidade mamária, aumento da mama, náusea, dor de cabeça e retenção de líquidos. O acetato de estradiol é um estrogênio sintético por isso, assim como  o estradiol, atua como agonista do receptor de estrogênio.  É um éster de estrogênio e um pró-fármaco do estradiol. É considerado um produto natural e biossimilar ao estrogênio.
O acetato de estradiol foi aprovado para uso médico em 2001.  Está disponível nos Estados Unidos e Reino Unido.

## Usos médicos
O acetato de estradiol é usado como um componente de terapia de reposição hormonal (TRH) para tratar e prevenir sintomas menopausa, como ondas de calor e osteoporose em pessoas que menstruam.
Pesquisas da Women's Health Initiative indicaram elevação dos riscos para a saúde de mulheres durante a menopausa ao usar estrogênios sem oposição de progestágenos. É recomendado que estrogênios com ou sem progestágenos sejam prescritos em doses eficazes mínimas e por duração consistente com os objetivos do tratamento e os riscos para cada mulher.

## Contraindicações
As contraindicações dos estrogênios incluem problemas de coagulação doenças cardiovasculares hepáticas e certos tipos de câncer sensíveis a hormônios, como câncer de mama e endométrio.

## Efeitos colaterais
Os efeitos colaterais do acetato de estradiol são iguais aos do estradiol. Exemplos de tais efeitos colaterais incluem aumento e sensibilidade mamária, náusea, flatulência, edema (retenção de líquidos)), cefaleia e melasma.

## Interações medicamentosas
Os inibidores e indutores do citocromo P450 (CYP450) podem alterar o metabolismo do estradiol, afetando sua concentração plasmática.

## Farmacologia

Estradiol, o metabólito do acetato de estradiol

### Farmacodinâmica
O acetato de estradiol é um éster de estradiol e pró-fármaco do estradiol. Como tal, é um estrogênio ou um agonista dos receptores de estrogênio .   O acetato de estradiol tem uma massa molecular aproximadamente 15% maior que o estradiol devido à presença do éster de acído etanoico. Como o acetato de estradiol é um pró-fármaco do estradiol, ele é considerado uma forma natural e bioidêntica de estrogênio.

### Farmacocinética
Tratando-se de um pró-fármaco, o acetato de estradiol é metabolizado e convertido em estradiol no organismo.